# Waly Niang
Waly Niang, (nacido el 5 de junio de 1996 en Dakar) es un jugador de baloncesto senegalés. Con 2.06 metros de estatura, juega en la posición de pívot en el Logrobasket de la Segunda FEB.

## Trayectoria
El senegalés llegó a España en 2012 para formar parte de las categorías inferiores del Real Madrid de Baloncesto.
En 2014 el joven interior africano promedió 8.6 puntos, 13.6 rebotes y 18.6 de valoración en el torneo autonómico y se destapó en el certamen nacional con 25 puntos y 17 rebotes en la semifinal y 19-14 en la final. Su concurso le valió para convertirse en el MVP del campeonato.
En agosto de 2014, el Coloso de Ébano deja el Real Madrid de Baloncesto rumbo al Club Baloncesto Estudiantes, cerrando su etapa en el club blanco, donde fue pieza clave en los éxitos cosechados por el júnior blanco, siendo MVP del Campeonato de España y mejor pívot de la Euroliga en su categoría.
El jugador alterna su participación en EBA con algunas llamadas de Txus Vidorreta para completar convocatorias del primer equipo. En octubre de 2014, en el partido ante Valencia Basket fue la ocasión elegida por el entrenador para dar sus primeros minutos en Liga Endesa al senegalés.
Durante las temporadas 2018-19 y 2019-20 el pívot senegalés juega en Suecia en las filas del Wetterbygden Stars.
El 19 de agosto de 2020, regresa a España para jugar en el Club Baloncesto Clavijo de la Liga LEB Plata.
El 12 de agosto de 2023, firma por el Club Bàsquet Salou de la Liga LEB Plata.
El 28 de julio de 2025 fichó por el LogroBasket Club de la Segunda FEB.